# Dzicze Oko
Dzicze Oko – płytkie rozlewisko, którego teren jest we wschodniej części  zabagniony. Położone jest w granicach miasta Szczecina, na terenie Wzgórz Warszewskich,  w zachodniej części Parku Leśnego Arkońskiego, około 300 metrów od Doliny Siedmiu Młynów, na terenach należących do Puszczy Wkrzańskiej.
Dzicze Oko leży w podmokłym obniżeniu terenu, z którego wypływa Jasmundzka Struga.